# Phyllanthus bodinieri
Phyllanthus bodinieri är en emblikaväxtart som först beskrevs av Augustin Abel Hector Léveillé, och fick sitt nu gällande namn av Alfred Rehder. Phyllanthus bodinieri ingår i släktet Phyllanthus och familjen emblikaväxter. Inga underarter finns listade i Catalogue of Life.